# أليكس دارو
أليكس دارو (بالإنجليزية: Alex Darrow)‏ هو شخصية أعمال أمريكي، ولد في 4 أكتوبر 1993 في سانتا كلارا في الولايات المتحدة.

## وصلات خارجية
- الموقع الرسمي